# Bornerianthus obtusus
Bornerianthus obtusus är en insektsart som först beskrevs av Burr 1899.  Bornerianthus obtusus ingår i släktet Bornerianthus och familjen Chorotypidae. Inga underarter finns listade i Catalogue of Life.